# Thierry
Thierry [tjɛˈʁi] ist eine französische Variante von Dietrich und ist sowohl männlicher Vorname als auch Familienname.

## Kurzformen
- Titi, Terry, Didi

## Namensträger

### Vorname
- Thierry Anti (* 1959), französischer Handballspieler und -trainer
- Thierry Apothéloz (* 1971), Schweizer Politiker
- Thierry Arbogast (* 1956), französischer Kameramann
- Thierry Boon (* 1944), belgischer Immunologe
- Thierry Bourguignon (* 1962), ehemaliger französischer Radrennfahrer und Sportlicher Leiter
- Thierry Boutsen (* 1957), belgischer Formel-1-Pilot
- Thierry Breton (* 1955),  französischer Geschäftsmann und ehemaliger französischer Finanzminister
- Thierry Carrel (* 1960), Schweizer Herzchirurg
- Thierry von Chartres (≈ 1085–1155), platonischer Philosoph
- Thierry Chervel (* 1957), deutscher Journalist und Medienunternehmer
- Thierry Deroin (* 1960), französischer Botaniker
- Thierry Desmarest (1945–2024), französischer Manager
- Thierry Escaich (* 1965), französischer Organist und Komponist
- Thierry Fabre (* 1982), französischer Judoka
- Thierry Gale (* 2002), barbadischer Fußballspieler
- Thierry Geoffroy (* 1961), dänisch-französischer Künstler
- Thierry Gueorgiou (* 1979), französischer Orientierungsläufer
- Thierry Henry (* 1977), französischer Fußballspieler
- Thierry Janssen (* 1962), belgischer Therapeut, Chirurg, Urologe und Autor
- Thierry Jordan (* 1943), französischer römisch-katholischer Geistlicher, Erzbischof
- Thierry Kasereka (* 1994), Fußballspieler aus der Demokratischen Republik Kongo
- Thierry Lalo (1963–2018), französischer Jazzpianist, Arrangeur und Komponist
- Thierry Lang (* 1956), Schweizer Jazzmusiker
- Thierry Lentz (* 1959), französischer Historiker und Autor
- Thierry Lhermitte (* 1952), französischer Schauspieler
- Thierry Meyssan (* 1957), französischer Autor und politischer Aktivist
- Thierry Mugler (1948–2022), französischer Modedesigner, Fotograf und Gründer der gleichnamigen Firma
- Thierry Neuville (* 1988), belgischer Rallyefahrer
- Thierry Noir (* 1958), französischer Maler
- Thierry Omeyer (* 1976), französischer Handballtorhüter
- Thierry Poiraud (* 1970), französischer Regisseur und Drehbuchautor
- Thierry Rupert (1977–2013), französischer Basketballspieler
- Thierry Sabine (1949–1986), französischer Motorradrennfahrer
- Thierry Terrasson (* 1966), französischer Comiczeichner und Illustrator
- Thierry Tonnellier (* 1959), ehemaliger französischer Mittelstreckenläufer
- Thierry Uvenard (* 1964), französischer Fußballspieler und späterer -trainer
- Thierry Vigneron (* 1960), französischer Leichtathlet, ehemaliger Weltrekordler im Stabhochsprung
- Thierry van Werveke (1958–2009), luxemburgischer Schauspieler und Sänger

### Familienname
- Adolf von Thierry (1803–1867), Polizeiminister im Kaisertum Österreich von 1859 bis 1860
- Amédée Thierry (1797–1873), französischer Historiker, Journalist und Politiker
- Andreas Thierry (* 1970), österreichischer Neonazi
- Augustin Thierry (1795–1856), französischer Historiker
- Carl Ludwig Thierry (1766–1827), Weinhändler, Kaufmann und Gutsherr
- Charles Philippe Hippolyte de Thierry (1793–1864), französischstämmiger Kolonialist in Neuseeland
- Ferdinand Thierry (Johann Anton Ferdinand Thierry; 1777–1833), deutscher Architekt und Baumeister des Klassizismus
- Feri Thierry (* 1973), österreichischer Politiker
- Gaston Thierry (1866–1904), deutscher Offizier und Kolonialbeamter
- Gauthier Mvumbi Thierry (geboren 1994), Handballspieler
- Geneviève Bührer-Thierry (* 1960), französische Historikerin
- George Henry de Thierry (1862–1942), Hochschullehrer für Wasser, See- und Hafenbau und Rektor an der Königlich Technischen Hochschule Berlin
- Georges Thierry d’Argenlieu (1889–1964), französischer Ordenspriester und Admiral
- Guillaume Thierry (* 1986), mauritischer Zehnkämpfer und Stabhochspringer
- Johann Anton Ferdinand Thierry (1777–1833), deutscher Architekt und Baumeister des Klassizismus, siehe Ferdinand Thierry
- Johann Wendelin Thierry (1730–1807), deutscher Oberamtsrat und Historiker
- Johann Ludwig Thierry (1792–1847), deutscher Kaufmann
- Mélanie Thierry (* 1981), französische Schauspielerin und Model
- Michel Thierry (* 1954), französischer Skilangläufer
- Pierre Thierry (* 2003), französischer Radrennfahrer
- Theodore Thierry (1804–1870), deutsch-amerikanischer Architekt des Klassizismus
- Wilhelm Thierry (1761–1823), deutscher Landschaftsmaler und Architekt des Klassizismus

### Übername
- Francisco Javier López Peña (1958–2013), genannt Thierry, ehemals Sprecher der baskischen Untergrundorganisation ETA
- Dieter Koch (1921–1984), Künstlername Thierry, deutscher Schriftsteller und Kabarettist